# Ingrid Persohn
Ingrid Persohn, verh. Weigel (* 20. März 1952 in Kandel), ist eine ehemalige deutsche  Radrennfahrerin.
Im Alter von zehn Jahren begann Ingrid Persohn mit dem Radsport, mit 15 fuhr sie ihr erstes Rennen auf einem geliehenen Rennrad (erst 1970 kaufte sie sich ein eigenes). 1967 gelang ihr der erste Erfolg bei den Pfalzmeisterschaften, wo sie den zweiten Platz belegte.
1970 startete Ingrid Persohn, obwohl eigentlich noch zu jung, bei den Frauen und wurde zweite Deutsche Straßen-Meisterin. Diesen Erfolg konnte sie 1971 und 1975 wiederholen; 1973 wurde sie Zweite. 1972, als die Deutsche Straßen-Meisterschaft in ihrem Heimatort Hatzenbühl stattfand, stürzte sie in Führung liegend wenige Meter vor dem Ziel. 1971 startete sie als einzige bundesdeutsche Rennfahrerin bei der Straßen-WM in Mendrisio, belegte aber nur den 37. Platz.
1976 trat Ingrid Persohn vom aktiven Radsport zurück. Seit Beginn ihrer Radsportlaufbahn war sie Mitglied des „RV Rosalia 1908 Hatzenbühl e.V.“. 1976 bis 1999 war sie Frauenwartin des Pfälzischen Radsportverbandes, von 1990 bis 1995 trainierte sie ihre eigene Tochter Bettina und agiert noch heute als Turn-Übungsleiterin. Seit über 25 Jahren ist Ingrid Persohn auch politisch aktiv und seit 1994 Mitglied im Gemeinderat von Hatzenbühl.
Mehrere Jahre lang arbeitete Ingrid Persohn als Näherin für Daimler-Benz, betrieb aber auch mit ihrem Mann, der 1996 verstarb, gemeinsam Tabakanbau, für den Hatzenbühl bekannt ist.